# La Varsovienne (Delavigne)
Ne doit pas être confondu avec La Varsovienne.
Pour les articles homonymes, voir Varsovienne (homonymie).
La Varsovienne est un chant national composé en décembre 1830 par Casimir Delavigne, poète ordinaire du roi Louis-Philippe Ier, à l’instigation de ce dernier, pour faire suite à la Parisienne, qui avait été la Marseillaise de 1830. 
Elle est chantée en public le 1er mars 1831 à Paris par le ténor Adolphe Nourrit, sur une musique d’Auber, arrangée pour la guitare par Antoine Meissonnier. Dès le 5 avril, une version polonaise en est donnée à Varsovie.

## Contexte historique

### L'insurrection polonaise de 1830-1831
Ce chant a été créé à la suite des événements révolutionnaires de l'année 1830 : la révolution de Juillet en France, qui met sur le trône le roi Louis-Philippe ; la révolution belge de septembre-octobre qui établit un nouvel État, la Belgique, au détriment du royaume des Pays-Bas ; l'insurrection polonaise déclenchée le 29 novembre à Varsovie, capitale du royaume de Pologne. Cet État a été créé en 1815 par le congrès de Vienne pour être attribué aux tsars de Russie, désormais aussi « rois de Pologne ». 
Des rumeurs ayant couru à Varsovie selon lesquelles l'armée du royaume, commandée par le frère du tsar Nicolas I, le grand-duc Constantin, serait envoyée aux côtés de l'armée russe pour mater la révolution belge, un groupe d'élèves-officiers de l'École d'artillerie réussit à prendre le contrôle de la ville (29 novembre 1830). Le 3 décembre, un gouvernement provisoire est constitué, qui essaie de négocier avec le tsar. Celui-ci n'envisageant que la capitulation des insurgés, la Diète polonaise le destitue du trône (25 janvier 1831) et établit un gouvernement national dirigé par le prince Adam Czartoryski. 
Le 4 février, l'armée russe lance une offensive contre le royaume insurgé ; la guerre russo-polonaise prendra fin le 8 septembre par la prise de Varsovie.

### La popularité de l'insurrection en France
Très vite, les libéraux et les républicains manifestent leur soutien à la cause polonaise. 
En particulier, le général La Fayette crée, le 23 janvier 1831, le Comité central français en faveur des Polonais. 

### Louis-Philippe et NicolasIer
Louis-Philippe avait donné, lors de la guerre polono-russe de 1830-1831, l’exemple de ces sympathies presque générales pour les Polonais et pour leur révolution. Louis-Philippe avait eu beau faire dire au tsar Nicolas, il lui avait même écrit de sa propre main, qu’il ne songeait pas le moins du monde à intervenir dans les affaires de Pologne, et qu’il s’en rapportait absolument, pour la pacification de ce pays, à la sagesse et à la magnanimité de son souverain, comme pour démentir ses démonstrations de désobligeance envers la Russie, le « roi-citoyen », comme on le surnommait alors, s’était inscrit à la tête des souscripteurs en faveur de la Pologne insurgée contre les Russes. Plus d’une fois, il avait même électrisé la Garde nationale de Paris, en lui annonçant d’éclatantes victoires remportées par l’héroïsme polonais, même si celles-ci se trouvaient toujours fausses.

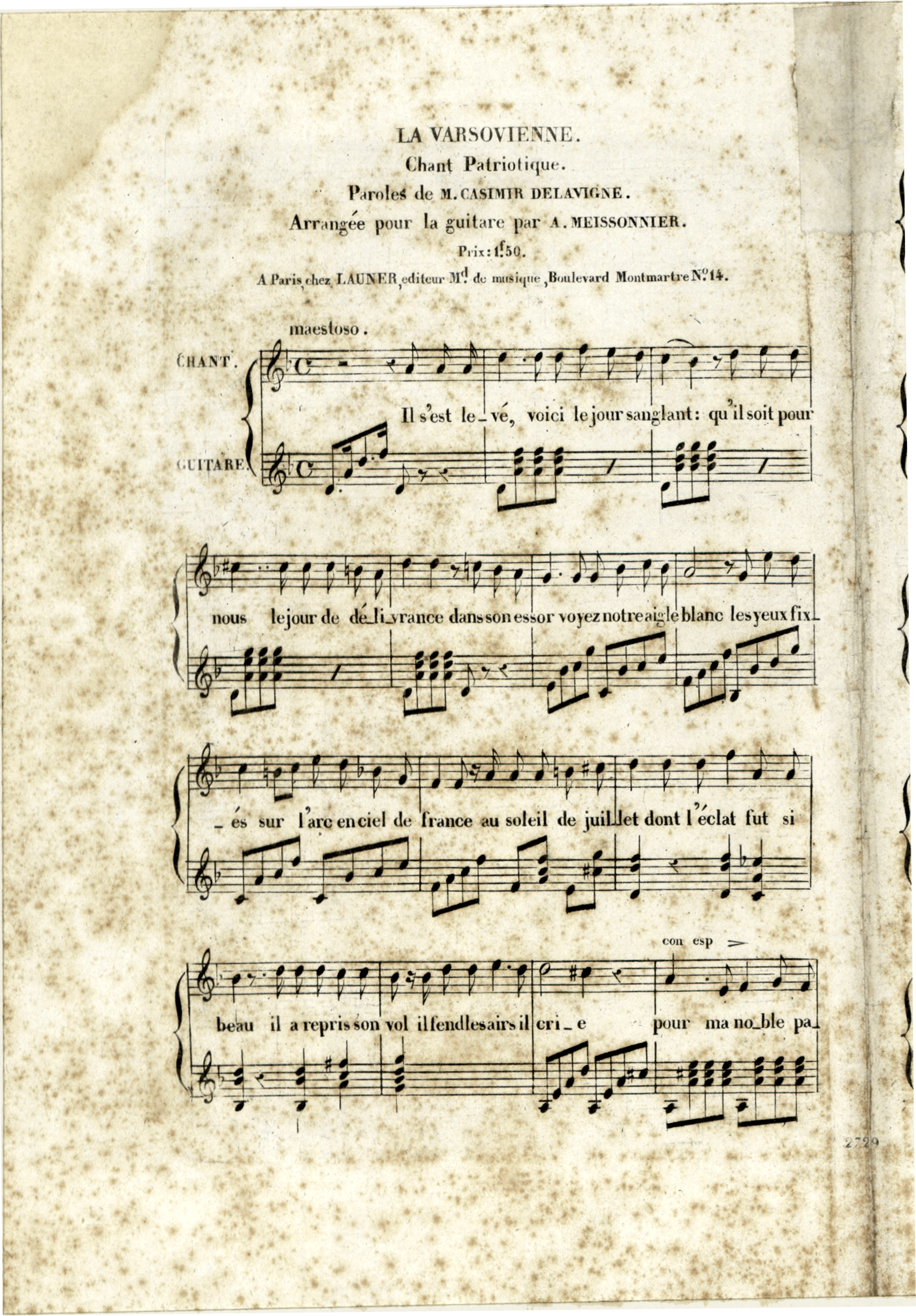
Partition de La Varsovienne arrangée pour la guitare par Antoine Meissonnier.

Le tsar Nicolas avait lieu de s’étonner et de se plaindre du subit changement de politique française, qui faisait du roi des Français le défenseur avoué, l’auxiliaire sérieux des rebelles polonais. Il crut reconnaitre, dans cette insistance, l’action personnelle de Louis-Philippe, et il prit à cœur la contrariété qu’on paraissait vouloir lui faire éprouver, par compensation ou par représailles. Vivement blessé de cette intrusion persistante de la politique étrangère dans les affaires de son gouvernement, et bien déterminé à ne pas souffrir la moindre atteinte à ses droits de souverain, il fit tomber tout son ressentiment sur « le roi des barricades » (c’est ainsi qu’il avait qualifié Louis-Philippe), qui lui était peu sympathique depuis la révolution française de 1830. De cette époque date l’antipathie, l’aversion, le ressentiment, que Nicolas a conservé pendant son règne contre la personne même de Louis-Philippe, et qu’il ne s’est jamais donné la peine de cacher vis-à-vis de ses ministres, ni dans le cercle de sa vie privée, ni devant son entourage intime. Ses sentiments de mésestime n’avaient, par ailleurs, que pu que s’augmenter et s’enraciner, avec le sort réservé à la duchesse de Berry, à la suite de la tentative d’insurrection royaliste dans l’Ouest de la France de 1832, où celle-ci s’était vue forcée d’épouser un petit gentilhomme italien pour recouvrer sa liberté, en renonçant à tous ses droits de tutrice et de mère du duc de Bordeaux.

## La Varsovienne de Delavigne

### Le contenu du chant
Le texte est disponible dans Wikisource (infra).
Les vers de Delavigne évoquent plusieurs faits historiques de l'histoire récente de la Pologne et de la France. En suivant l'ordre du texte, on trouve successivement :
- le rétablissement de l'indépendance de la Pologne (25 janvier 1831, destitution de Nicolas I du trône de Pologne), perdue depuis le troisième partage en 1795 (« voyez notre aigle blanc..., il a repris son vol », strophe 1)
- la révolution de Juillet en France (« soleil de juillet », strophe 1),
- l'adoption du drapeau tricolore par la monarchie de Juillet (« l'arc-en-ciel de France », strophe 1)
- l'offensive russe contre le royaume insurgé en février 1831 (« « Sabrons, dit-il, la Pologne rebelle », strophe 2), sous le commandement du maréchal Diebitsch (jusqu'à sa mort en juin 1831)
- la campagne contre la Turquie en 1828-1829 (« Balkans », strophe 2), sous le commandement du général Diebitsch, devenu maréchal à la suite de cette campagne victorieuse et honoré du titre de Zabalkanski (« Transbalkanique ») ; la formule « Point de Balkans » indique qu'il est beaucoup plus facile de se déplacer dans la plaine polonaise que dans les montagnes balkaniques
- l'amnistie proposée en décembre 1830 par Nicolas Ier aux insurgés en échange de leur capitulation sans condition (« cet ennemi qui parle de clémence », strophe 4)
- l'insurrection de Kosciuszko en 1794, après le deuxième partage et avant le troisième (« Kosciuszko », strophe 4)
- le massacre de Praga, faubourg de Varsovie à l'est de la Vistule, à la fin de cette insurrection (« Praga dans un massacre immense », « martyrs de Praga », strophe 4)
- les Légions polonaises au service de Napoléon (« Des Alpes au Thabor, de l’Èbre au Pont-Euxin », « les sables de Memphis », « Ils sont tombés, vingt ans, sur la terre étrangère », strophe 3 ; « Iéna » (1806), « Marengo » (1800), strophe 6)
- l'armée du duché de Varsovie dans la Grande Armée durant la campagne de Russie de 1812 (« le Kremlin », strophe 3) et la campagne de France de 1814 (« Champ-Aubert », strophe 6)
- l'idée répandue en Pologne et en France que l'insurrection polonaise avait empêché une intervention russe contre la Belgique insurgée, voire contre la France de Juillet (« Sous le bras du géant, qu'en mourant il retarde », strophe 7)
- l'idée que les Polonais étaient les premiers défenseurs de la liberté de l'Europe, qu'ils se sacrifiaient pour la liberté de tous, comme le disait la devise des insurgés : « Pour notre liberté et pour la vôtre » (« Qu'il tombe à t'avant-garde, Pour couvrir de son corps la liberté de tous », strophe 7).

### La version polonaise:Warszawianka
La Varsovienne est chantée dans les rues de Paris avec autant de passion que la Parisienne. 
On en retrouve le texte un mois après sa publication en France  à Varsovie, sous forme de tracts. Fin mars, une traduction en est faite par le poète Karol Sienkiewicz ; elle est mise en musique par le compositeur, Karol Kurpiński, chef d’orchestre de l’opéra de Varsovie. 
Exécutée en public dès le 5 avril 1831 au Théâtre national, au cours d'un spectacle d'opéra, la chanson est accueillie avec enthousiasme par le public.
Elle sera dans les décennies ultérieures un des grands symboles du mouvement national polonais, qui l’a chantée en marchant au combat. Elle a été chantée, dès lors, dans les deux capitales, comme un signe de fraternité.